# 北方超級足球聯賽
北方超級足球聯賽（法語：Super ligue du nord），舊稱「8號計劃聯賽」，是正在籌備的加拿大職業女足聯賽，計劃於2025年開賽。

## 歷史

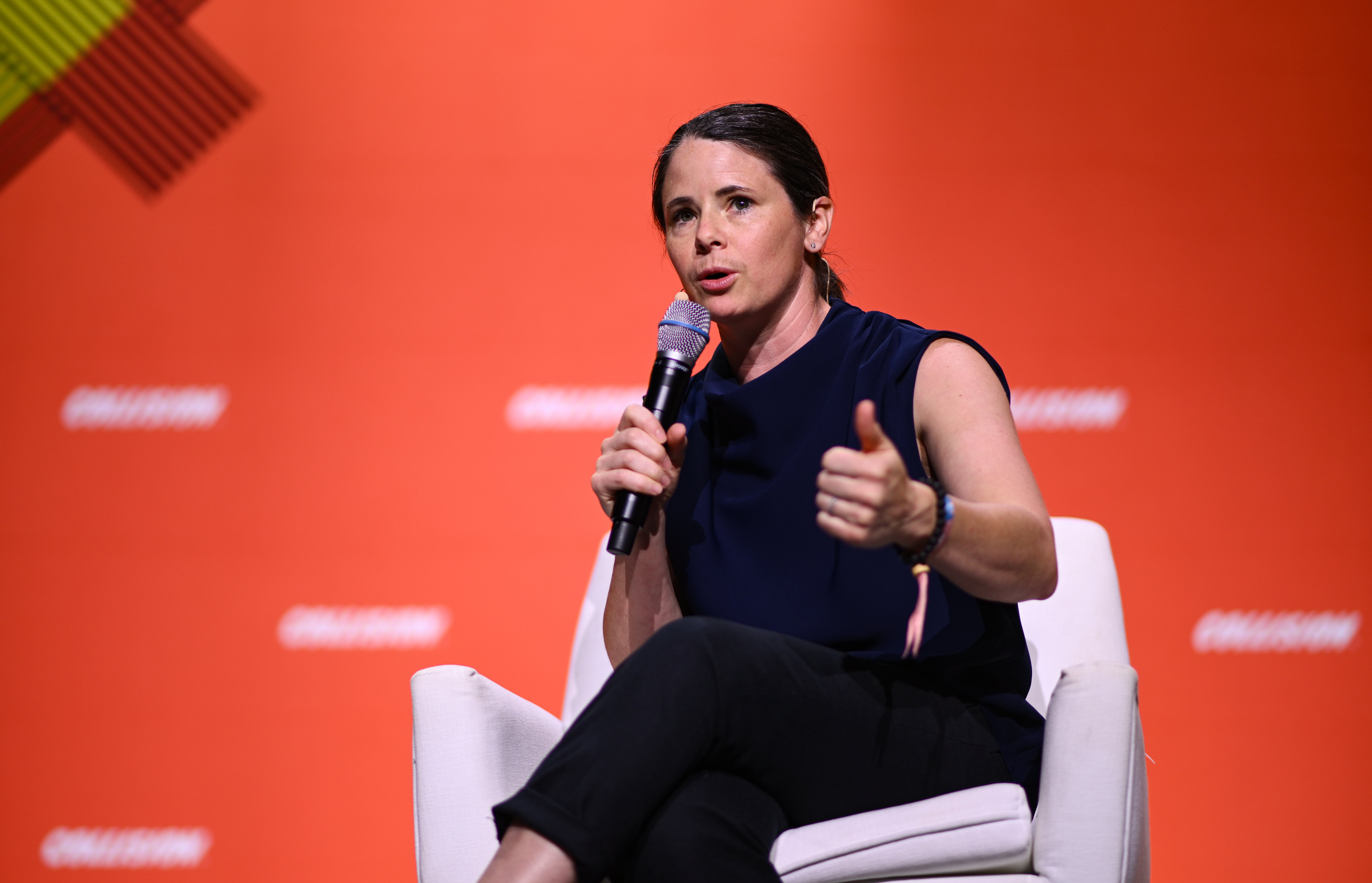
黛安娜·馬西森是北方超級足球聯賽最重要的發起人。

從20世紀10年代開始，安大略、魁北克、不列顛哥倫比亞等省份的足協開始組建半職業女足聯賽。這些女足聯賽在2022年整合成全國性的加拿大甲級足球聯賽。然而，直到2023年世界盃為止，加拿大依然是世界盃決賽圈中極少數沒有國內職業女足聯賽的國家之一。
2021年7月，剛剛退役的加拿大女足國腳黛安娜·馬西森再一次發起了建立國內職業女足聯賽的倡議。馬西森表示：當年溫哥華白浪和渥太華暴怒的女子隊都為國足培養了大量球員，這兩支女子隊後來的解散讓加拿大球員失去了大量繼續深造的機會。
馬西森在退役後先後報讀了京士頓女王大學的工商管理碩士課程和歐洲足聯的國際球員事務行政碩士課程，並在此期間認識了托馬斯·吉爾伯特。2022年6月，馬西森和吉爾伯特共同創立了「8號計劃體育公司」，並開始著手籌建加拿大自己的職業女足聯賽。同年12月，馬西森和她的國足隊友克里斯汀·辛克莱尔正式官宣「8號計劃聯賽」。兩人表示，希望聯賽能在2025年開賽，開賽時能建立最少八支球隊，並且每支球隊都有最少一名加拿大國腳。官宣同時包括兩支球隊，分別由溫哥華白浪和卡爾加里山麓牽頭創建。
2024年5月28日，馬西森在ESPN加拿大女子體育峰會期間官宣了聯賽的名稱——「北方超級足球聯賽」。馬西森還表示：為了顯示和其他職業聯賽平起平坐的雄心，以及出於對包容性的考慮，聯賽的名稱故意不包含「女子」字眼。

## 賽制

### 球員
- 球員大名單最少20人，最多25人；每支球隊最多只能有七名外援[9]。
- 球隊工資上限為150萬加元[10]；
  - 球員最低賽季工資為50000加元[9]。
  - 此外，每支球隊都可以簽下一名特例球員，特例球員的工資只有75000加元算進工資上限[9]。
- 所有球員交易都必須得到球員本人書面同意[9]。

### 賽季
- 每支球隊參加25場常規賽。常規賽結束後，成績最佳的四支球隊晉級季後賽[9]。

## 參賽球隊
| 球隊           | 球隊                               | 所在城市   | 主場               | 容量  | 成立年份 | 首個球季 |
| -------------- | ---------------------------------- | ---------- | ------------------ | ----- | -------- | -------- |
| 溫哥華Rise     | Vancouver Rise FC                  | 溫哥華     | 史旺格體育場       | 5288  | 2022     | 2025     |
| 卡爾加里狂野   | Calgary Wild FC                    | 卡爾加里   | 麥克馬洪體育場     | 35400 | 2022     | 2025     |
| AFC多倫多      | AFC Toronto                        | 多倫多     | 約克獅子體育場     | 4000  | 2023     | 2025     |
| 渥太華急流     | Ottawa Rapid FC CF Rapide d'Ottawa | 渥太華     | 道明銀行花園體育場 | 24000 | 2024     | 2025     |
| 蒙特利爾玫瑰   | Roses FC de Montréal               | 蒙特利爾   | 布洛涅森林體育中心 |       | 2024     | 2025     |
| 哈利法克斯浪潮 | Halifax Tides FC                   | 哈利法克斯 | 流浪者運動場       | 6500  | 2024     | 2025     |